# 167年
| 千纪： | 1千纪                                                                                           |
| 世纪： | 1世纪 \| 2世纪 \| 3世纪                                                                         |
| 年代： | 130年代 \| 140年代 \| 150年代 \| 160年代 \| 170年代 \| 180年代 \| 190年代                       |
| 年份： | 162年 \| 163年 \| 164年 \| 165年 \| 166年 \| 167年 \| 168年 \| 169年 \| 170年 \| 171年 \| 172年 |
| 纪年： | 丁未年（羊年）；东汉延熹十年；永康元年                                                          |

## 大事记
- 7月12日——漢桓帝改元永康，大赦天下。黨人等獲得釋放，但放歸田里，終身罷黜，史稱第一次黨錮之禍。
- 月氏人支婁迦讖到漢朝傳教譯經。

## 各国领袖

### 非洲
- 库施
  - 国王：Tarekeniwal（155年－170年）

### 亚洲
- 中国
  - 东汉：
    - 皇帝：汉桓帝（146年－168年）
- 朝鲜
  - 百济：
    - 国王：肖古王（166年－214年）

  - 高句丽：
    - 国王：新大王（165年－179年）

  - 新罗：
    - 国王：阿达罗尼师今（154年－184年）

### 欧洲
- 高加索伊比里亚
  - 国王：法斯曼三世（145年－185年）
- 罗马帝国
  - 皇帝（两帝共治）：
    - 马可·奥勒留（161年－180年）
    - 维鲁斯（161年－169年）

### 中东
- 奥斯若恩
  - 国王：
    1. Ma'nu VIII bar Ma'nu（165年－167年）
    2. Abgar VIII（167年－177年）
- 安息
  - 国王：沃洛吉斯四世（147年－191年）

## 逝世
- 刘志，汉桓帝。